# Moleta dels Frares
La Moleta dels Frares és jaciment arqueològic situat al terme municipal de Forcall, a la comarca dels Ports de Morella, la qual es correspon amb la població iberoromana de Lesera. Està declarada Bé d'Interès Cultural, presentant anotació ministerial número RI-51-0010180, i amb data d'anotació 21 de gener de 1991. Està situada en un lloc de difícil accessibilitat, en un estret i llarg altiplà a uns 900 metres d'altitud, amb parets perpendiculars que la converteixen en una fortalesa natural.

## Història de la població
Les diferents investigacions que s'han dut a terme permeten considerar que la zona va estar habitada des de l'edat de ferro fins a l'antiguitat tardana. Les restes trobades permeten deduir la importància que en època romana va haver de tenir aquest assentament, que pot considerar-se com un important nucli de població, i més tenint en compte la situació estratègica en les comunicacions entre el Mediterrani i la Vall de l'Ebre.
Durant el període ibèric, la Moleta dels Frares fou un oppidum fortificat, però les excavacions que s'han realitzat encara no han pogut aportar gaire informació sobre aquest període. A partir de la conquesta romana cap al 200 aC, la població experimentà un auge notable, gràcies al paper rellevant que prengué com a centre d'administració local en la província. En cert moment entre el 10 aC i la mort d'August el 14 dC, Lesera rebé l'estatus de municipi. A partir d'aquest moment, començà un programa de renovació i monumentalització edilícia que reformà tota la ciutat, i que representa el període més ben documentat arqueològicament. A la bonança de la població degué contribuir el fet que estava situada a la via romana que unia Contrebia amb la via Augusta, a l'alçada d'Intibili.
Els primers signes de decadència s'identifiquen amb l'ensorrament de qualque edifici al llarg del segle ii dC, però la ciutat continuà habitada fins que a mitjan segle iii, després de crisi que es visqué en aquest període, començà el procés d'abandonament. Al segle iv, la freqüentació de la Moleta ja és esporàdica i, per tant, es considera definitivament abandonada.

## Història de les excavacions
Com ha passat en molts altres jaciments arqueològics, el seu descobriment va ser totalment fortuït. Es va produir el 1876, i va ser protagonitzat pel propietari del terreny, el senyor Vicenç Molins, i Nicolau Ferrer Julve, membre fundador de la Societat Arqueològica Valenciana. En un primer moment pensaven que podia tractar-se de Bisgargis, l'antiga capital dels ilercavons citada per Ptolemeu, però aquesta teoria va ser rebutjada atès que no es trobaren proves que l'acreditessin.
A 1960 es van dur a terme les primeres excavacions arqueològiques a càrrec de Domingo Fletcher, que era en aquell moment el director dels Serveis d'Investigacions Prehistòriques de la Diputació Provincial de València, i d'Enrique Pla, que va ser subdirector. En aquesta primera campanya es va aconseguir identificar les restes amb una ciutat iberoromana, que podria datar-se entre final de la República Romana fins al segle iv aC, i que s'erigí sobre les restes d'un assentament anterior de l'edat del bronze. Darrerament, s'han reprès les excavacions dirigides per la Universitat de València, que han portat a noves teories que indiquen que la ciutat va tenir la seva època d'esplendor al segle i, després que Cèsar August li concedís l'estatus de municipi romà.
A conseqüència del pas del temps i pels successius espolis i als actes vandàlics a què s'ha vist exposada, les restes de l'assentament estan en mal estat de conservació. Malgrat això encara és possible distingir algun llenç de la muralla que fortificava el nucli poblacional.